# Montclair (New Jersey)
Montclair – jednostka osadnicza (township) w Stanach Zjednoczonych, w stanie New Jersey, w hrabstwie Essex.